# Asentamiento Oriental
El Asentamiento Oriental (en nórdico antiguo: Eystribyggð) fue un grupo de granjas y comunidades establecidas por vikingos desde Islandia hacia el año 985 en la Groenlandia medieval. A pesar de su nombre, el asentamiento oriental estaba más al sur que al este de su compañero y se encuentra en el área de la actual Qaqortoq (Julianehåb).
En su apogeo, el asentamiento oriental probablemente tenía unos 4.000 habitantes. La componen ruinas de casi 190 granjas más o menos reunidas alrededor de Brattahlíð, la hacienda de Erik el Rojo, en Eiríksfjord (actual Tunugdliarfik). Según las sagas de Vinlandia, este grupo de colonos aceptaron la autoridad patriarcal de Erik.
La iglesia de Hvalsey se emplazaba en esta colonia, que sobrevivió entre unos 50 y 100 años más que el Asentamiento Occidental.